# Päpstliche Kommission für den Staat der Vatikanstadt
Die Päpstliche Kommission für den Staat der Vatikanstadt (ital.: Pontificia Commissione per lo Stato della Città del Vaticano) übt im Namen des Papstes die Legislative im Staat Vatikanstadt aus.
Die Päpstliche Kommission leitet die Haushalts- und Finanzpolitik des Vatikans. Ihr unterstehen die verschiedenen Ämter und Dienste des Governatorats der Vatikanstadt, das die Exekutive bildet. Die Päpstliche Kommission für den Staat der Vatikanstadt wurde 1939 von Papst Pius XII. eingerichtet und löste den bis dahin regierenden Zentralrat ab.
Die Präsidentin der Kommission ist zugleich Präsidentin des Governatorats und trägt beide Titel.

## Überblick
Der Papst ist das Staatsoberhaupt des Staates der Vatikanstadt und der letzte absolute Monarch Europas. Er hat die legislative, exekutive und judikative Gewalt im Vatikanstaat. Die Päpstliche Kommission für den Staat der Vatikanstadt besteht aus sieben Mitgliedern (zumeist Kardinälen), die für jeweils fünf Jahre vom Papst als Mitglieder der Kommission ernannt werden. Gesetze werden vom Papst oder in seinem Namen von der Päpstlichen Kommission für den Staat der Vatikanstadt erlassen. Die Exekutive wird durch den Präsidenten der Päpstlichen Kommission für den Staat der Vatikanstadt ausgeübt, der durch den Generalsekretär und den Vize-Generalsekretär unterstützt wird. Der Präsident bedient sich dabei der Direktionen des Governatorats mit ihren verschiedenen Ämtern und Dienststellen. Der Präsident der Päpstlichen Kommission ist zugleich Vorsitzender des Governatorats. Die Bestimmungen der Päpstlichen Kommission werden in einer besonderen Beilage der Acta Apostolicae Sedis veröffentlicht. Der Päpstlichen Kommission für den Staat der Vatikanstadt obliegt auch die autonome Verwaltung der Päpstlichen Villen in Castelgandolfo.

## Sitz

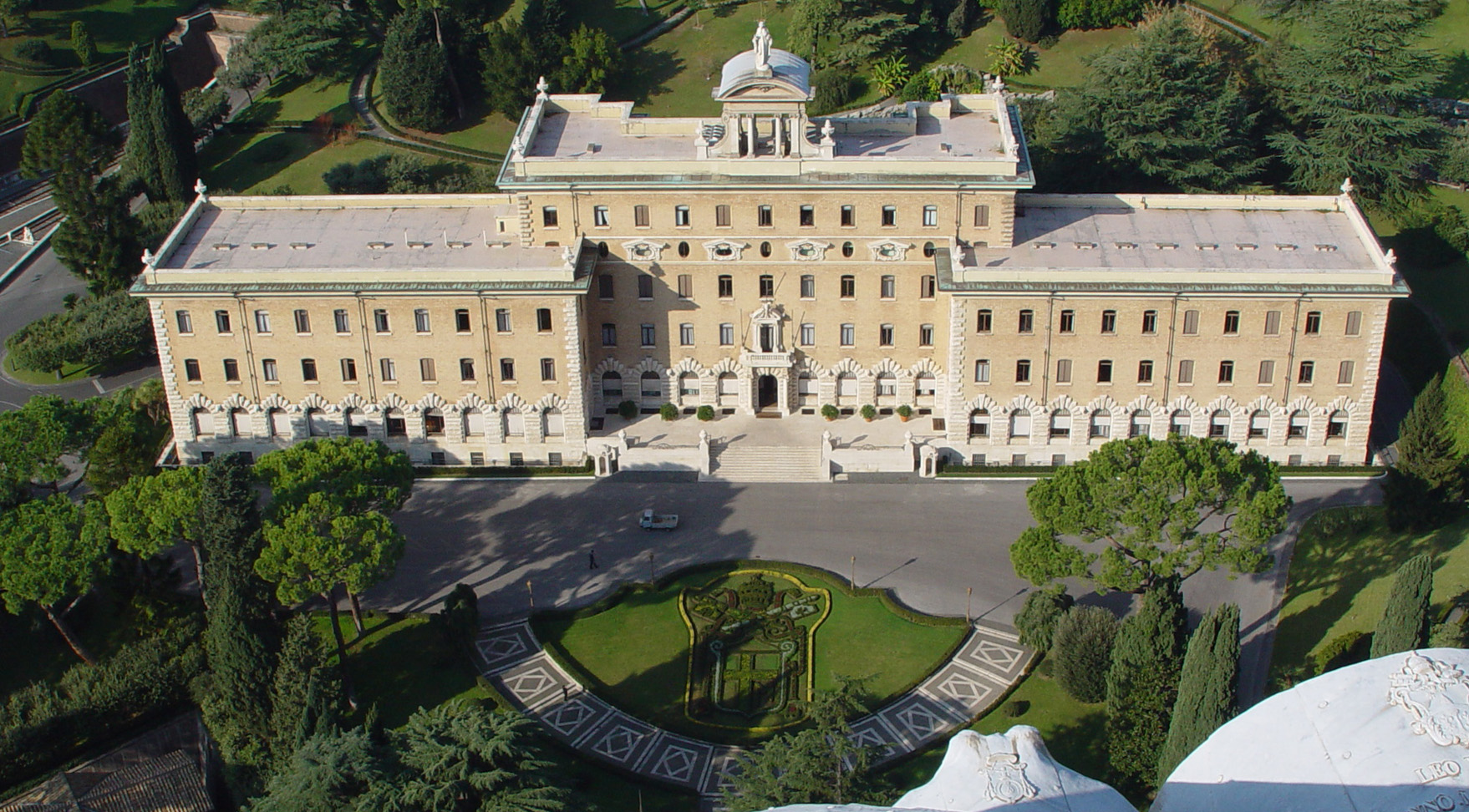
Päpstliche Kommission für den Staat der Vatikanstadt mit Sitz im Palazzo del Governatorato

Die Päpstliche Kommission für den Staat der Vatikanstadt und die Direktionen des Governatorats haben ihren Sitz im Palazzo del Governatorato auf dem vatikanischen Hügel hinter der Apsis des Petersdoms.

## Mitglieder
Die Mitglieder der Päpstlichen Kommission für den Staat der Vatikanstadt sind (Stand 31. Mai 2025):
- Raffaella Petrini FSE, Präsidentin
- Leonardo Kardinal Sandri (seit 2008)
- Kevin Kardinal Farrell (seit 2017)[4]
- Arthur Kardinal Roche (seit 2023)[5]
- Claudio Kardinal Gugerotti (seit 2023)[6]
- Lazarus Kardinal You Heung-sik (seit 2024)[7]

## Präsidenten
- Nicola Kardinal Canali, 1939–1961
- Alberto Kardinal di Jorio, 1961–1968
- Sergio Kardinal Guerri, 1968–1981, Pro-Präsident
- Erzbischof Paul Casimir Marcinkus, 1981–1984, Pro-Präsident
- Sebastiano Kardinal Baggio, 1984–1990
- Rosalio Kardinal Castillo Lara, 1990–1997
- Edmund Casimir Kardinal Szoka, 1997–2006
- Giovanni Kardinal Lajolo, 2006–2011
- Giuseppe Kardinal Bertello, 2011–2013; 2013[8]–2021
- Fernando Kardinal Vérgez Alzaga LC, 2021–2025
- Raffaella Petrini FSE (seit 1. März 2025)[9]